# Latillé
Latillé là một xã, tọa lạc ở tỉnh Vienne trong vùng Nouvelle-Aquitaine, Pháp. Xã này có diện tích 25,17 km², dân số năm 2006 là 1417 người. Xã nằm ở khu vực có độ cao từ 117–163 m trên mực nước biển.

## Biến động dân số
| Năm | 1962 | 1968 | 1975  | 1982  | 1990  | 1999  | 2006  |
| --- | ---- | ---- | ----- | ----- | ----- | ----- | ----- |
| Dân số | 875  | 972  | 1 013 | 1 239 | 1 305 | 1 355 | 1 417 |
| From the year 1962 on: No double counting—residents of multiple communes (e.g. students and military personnel) are counted only once. |      |      |       |       |       |       |       |